# Rhescyntis pomposa
Rhescyntis pomposa är en fjärilsart som beskrevs av Max Wilhelm Karl Draudt 1930. Rhescyntis pomposa ingår i släktet Rhescyntis och familjen påfågelsspinnare. Inga underarter finns listade.